# Plagioklas

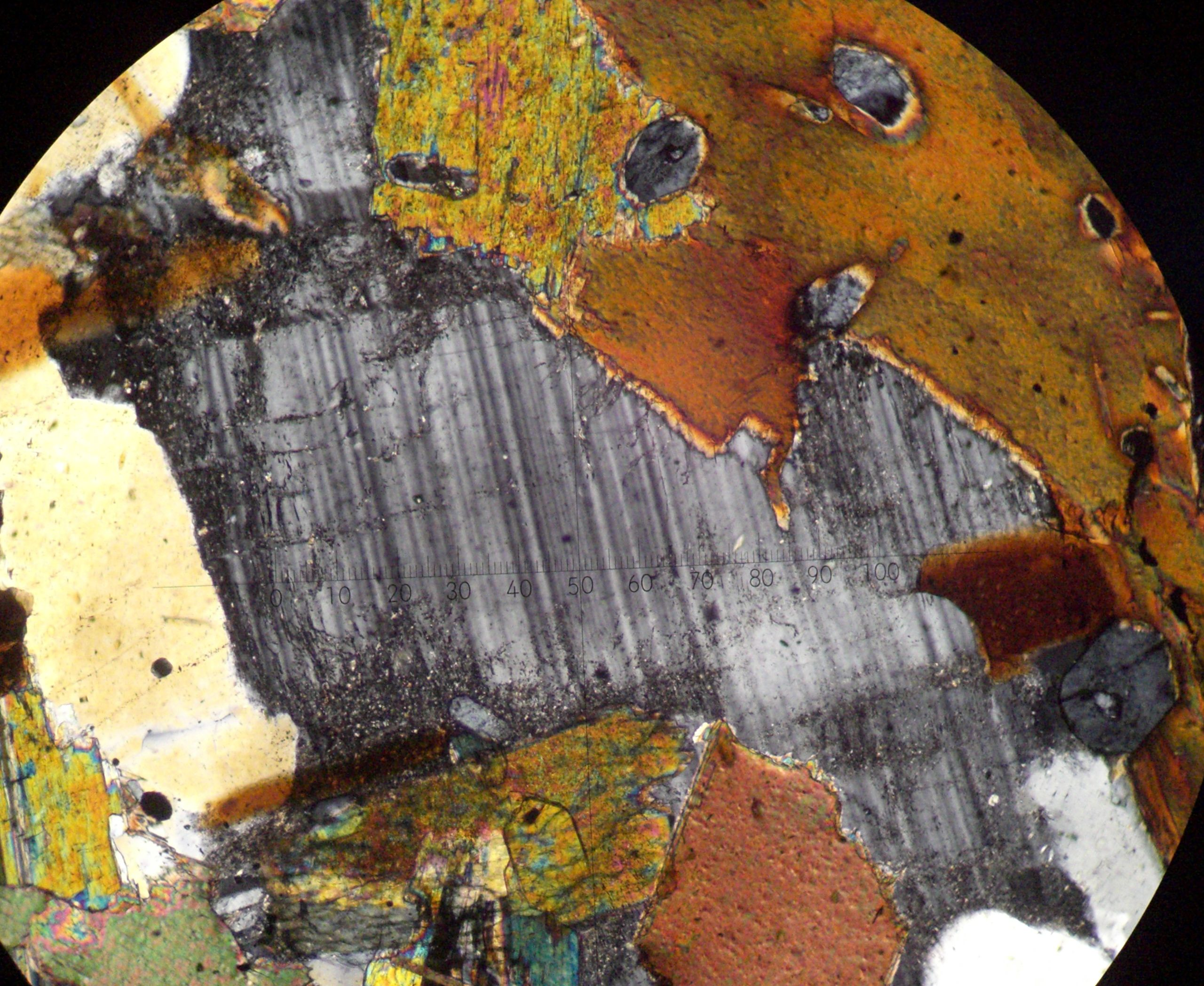
Zrno plagioklasu pod zkříženými nikoly s typickou lamelací.

Plagioklasy jsou nerosty z oddělení tektosilikátů, patří mezi živce. Plagioklasy jsou trojklonné (triklinické), sodnovápenaté hlinitokřemičitany (alumosilikáty), které tvoří řadu albit, oligoklas, andezin, labradorit, bytownit, anortit. Ideálně čistý albit by měl vzorec NaAlSi3O8. Ideálně čistý anortit by měl vzorec CaAl2Si2O8. Plagioklasová řada má značně omezenou mísivost, závislou na teplotě. Do 400 °C se mohou vyskytovat spolu pouze koncové členy. Ke skokové změně složení dochází až při teplotě 500 °C, kdy se mění složení z albitu An03 na oligoklas An10-15, což indikuje přechod z facie zelených břidlic do amfibolitové facie. Totální mísivost všech živců (plagiolklasů a alkalických živců) nastává až za vysokých teplot, pak se jim říká ternární živce. Jejich bazicita je vyjádřena zastoupením anortitové složky (An) a stoupá se zvyšujícím se podílem vápníku. An100-50 (anortit, bytownit a labradorit) jsou bazické (například plagioklas An65 je bazický labradorit, An72 je kyselý bytownit). An50-30 (andezín) jsou střední plagioklasy a An30-5 jsou kyselé (oligoklas a albit). Albit s podílem vápníku do 5% se započítává již do alkalických živců. Jednotlivé členy jsou jedny z vůbec nejdůležitějších horninotvorných minerálů.

## Vznik
Vzniká nejčastěji krystalizací z magmatu jako albito-anortitová část, či metamorfózou jiných minerálů. Touto cestou nejčastěji vzniká zejména albit.

## Vlastnosti
| název      | NaAlSi3O8 (% albit) | CaAl2Si2O8 (% anortit) |
| ---------- | ------------------- | ---------------------- |
| albit      | 100-90              | 0-10                   |
| oligoklas  | 90-70               | 10-30                  |
| andezin    | 70-50               | 30-50                  |
| labradorit | 50-30               | 50-70                  |
| bytownit   | 30-10               | 70-90                  |
| anortit    | 10-0                | 90-100                 |

- Optické – Plagioklasy jsou ve výbrusu bezbarvé mající dokonalou štěpnost. Dvojlom je obecně velmi nízký a nejmenší hodnoty dosahuje u oligoklasu, kde dosahuje hodnoty (0,007), postupně stoupá směrem k albitu (0,010), ale i směrem k anortitu (0,0135). U plagioklasů jsou časté srůsty jednotlivých krystalů, hovoříme o polysyntetickém zdvojčatění. Ve většině případů je poznávacím znamením plagioklasů pozorované lamelování. Podle albitového zákona je paralelní s (010), ale může se vzácně objevit i lamelování podle periklinového zákona (kolmé na 010). Zajímavostí je, že se u plagioklasů můžeme setkat se spojením lamelárních srůstů a dvojčatění u jednoho krystalu.

## Využití
Plagioklasy se většinou využívají pro dekorační a ozdobné účely, či v keramice.

## Naleziště
Plagioklasy jsou běžné minerály, které se vyskytují v přítomnosti gaber, mnoho čedičů a andezitů. Jeho naleziště jsou také spojena s erozní činností, takže se dá hojně objevit v úlomkovitých usazeninách a přeměněných horninách.